# 410 f.Kr.

## Händelser

### Efter plats

#### Grekland
- Med en flotta på 20 fartyg samarbetar de atenska generalerna Theramenes och Thrasybulos med Alkibiades och den atenska huvudflottan, då den tillfogar den spartanska flottan, under Mindaros befäl, och dess förstärkande persiska landhär vid Kyzikos på Propontis (Marmarasjön) strand. Tack vare sin seger i slaget vid Kyzikos återtar Aten kontrollen över den livsviktiga sädeshandelsvägen från Svarta havet.
- Alkibiades insätter en garnison vid Krysopolis under Theramenes befäl, för att uppbära tionde för all sjöfart från Svarta havet. Detta ger atenarna möjlighet att göra slut på "De femtusens" styre och helt och hållet återupprätta sitt gamla styrelseskick, varvid demokratin återinförs i staden. Den nye demagogen Kleofon avvisar de fredstrevare, som kommer från Sparta.
- Ett oligarkiskt uppror på Korkyra misslyckas.

#### Karthago
- Karthagos iberiska kolonier gör uppror och lyckas strypa Karthagos silver- och kopparleveranser. Hannibal Mago, sonson till den karthagiske generalen Hamilkar (som gjorde ett misslyckat försök att invadera Sicilien 70 år tidigare), börjar förbereda sig för att åter försöka erövra ön.

#### Cypern
- Evagoras återupprättar sin familjs tronkrävanden för Salamis, som har varit under fenicisk kontroll under ett antal år.

### Efter ämne

#### Konst
- En reliefdekoration på parapeten (numera förstörd), Nike (Segergudinnan) justerande sin sandal börjar byggas i Athena Nikes tempel på Akropolis i Aten och står färdig 407 f.Kr. Den finns numera bevarad på Akropolismuseet i Aten.
- Gravstelen i Hegeso tillkommer och står färdig omkring tio år senare (omkring detta år). Den finns numera bevarad på nationella arkeologimuseet i Aten.